# MotoGP
MotoGP es la máxima categoría del Campeonato Mundial de Motociclismo, considerado el certamen internacional más importante en el ámbito del motociclismo de velocidad. Su organización viene determinada por la Federación Internacional de Motociclismo (FIM), al igual que ocurre con las otras categorías del campeonato: Moto2, Moto3 y MotoE.

## Características
Se trata de la categoría reina del campeonato, pues en ella compiten las motos de mayor cilindrada. Desde el principio del campeonato, se permitía una cilindrada de 500cc sin tener en cuenta si el motor era de dos o cuatro tiempos. A partir de 1975 hasta 2002, todos los participantes utilizaban motores de dos tiempos, debido su mayor entrega de potencia a igual cilindrada. En 2002 cambió la reglamentación para facilitar el salto a los cuatro tiempos, probablemente influido por la baja cuota de mercado de las motos de calle de dos tiempos de elevada cilindrada. Las nuevas reglas permitieron a los constructores elegir entre motos de dos tiempos (500cc o menos) y motos de cuatro tiempos (990cc o menos).
Pese al importante aumento de costes que significó este cambio debido al aumento de cilindrada, las motos de cuatro tiempos pudieron rápidamente dominar a los rivales que todavía usaban motores de dos tiempos. El resultado fue que a partir de la temporada 2003 no quedaban ya motocicletas de dos tiempos en la categoría reina, conocida desde entonces como MotoGP. Más tarde, en 2007, la Federación Internacional redujo a 800cc la cilindrada máxima y en 2012 se pasó definitivamente a un formato de 1000cc.
Con ese incremento de cilindrada corría peligro el récord de velocidad punta. Tal marca había sido establecida por Dani Pedrosa en 2009 en el circuito italiano de Mugello, alcanzando los 349,3 km/h con una moto de 800cc. Pedrosa superó así a Loris Capirossi, que había llegado hasta los 347,4 km/h con una moto de 990cc.
Posteriormente hubo un nuevo récord de velocidad establecido en el premio de Italia en Mugello, fue medido la mañana del sábado 31 de mayo de 2014 durante los entrenamientos libres 3. El piloto que logró esta hazaña fue el italiano Andrea Iannone, a bordo de su potente Ducati Desmosedici del equipo Pramac Racing. La velocidad oficial registrada por los sensores de Dorna fue de 349,6 km/h, que supera en 0,312 km/h el anterior registro marcado por Dani Pedrosa en ese mismo escenario cinco años atras. En la temporada 2016 Andrea Iannone alcanzó los 354,9 km/h en la recta de Mugello durante la carrera del Gran Premio de Italia.
En la temporada 2022 el piloto español Jorge Martín alcanzó durante la carrera en Mugello la marca de 363,6 km/h, que posteriormente fue superada en ese mismo trazado en 2023 tanto por el italiano Enea Bastianini, que llegó a los 364,8 km/h, como por el sudáfricano Brad Binder, que se fue hasta los 366,1 km/h, récord absoluto de velocidad punta en MotoGP a dia de hoy.

## Temporada actual
La temporada 2025 de MotoGP es la 77.ª edición de la categoría principal del Campeonato del Mundo de Motociclismo. Constará de 22 carreras, siendo esta la edición más larga de las celebradas hasta la fecha. Da comienzo el 2 de marzo en el Circuito Internacional de Chang de Tailandia y concluye el 16 de noviembre en el Circuito Ricardo Tormo de Valencia, España.

## Palmarés
| Año    | Primero           | Puntos | Segundo           | Puntos | Tercero           | Puntos |
| 500cc  | 500cc             | 500cc  | 500cc             | 500cc  | 500cc             | 500cc  |
| ------ | ----------------- | ------ | ----------------- | ------ | ----------------- | ------ |
| 1949   | Leslie Graham     | 30     | Nello Pagani      | 28     | Arciso Artesiani  | 25     |
| 1950   | Umberto Masetti   | 28     | Geoff Duke        | 27     | Leslie Graham     | 17     |
| 1951   | Geoff Duke        | 35     | Alfredo Milani    | 31     | Umberto Masetti   | 21     |
| 1952   | Umberto Masetti   | 28     | Leslie Graham     | 25     | Reg Armstrong     | 22     |
| 1953   | Geoff Duke        | 38     | Reg Armstrong     | 24     | Alfredo Milani    | 18     |
| 1954   | Geoff Duke        | 40     | Ray Amm           | 20     | Ken Kavanagh      | 16     |
| 1955   | Geoff Duke        | 36     | Reg Armstrong     | 30     | Umberto Masetti   | 19     |
| 1956   | John Surtees      | 24     | Walter Zeller     | 16     | John Hartle       | 14     |
| 1957   | Libero Liberati   | 30     | Bob McIntyre      | 20     | John Surtees      | 17     |
| 1958   | John Surtees      | 32     | John Hartle       | 20     | Geoff Duke        | 13     |
| 1959   | John Surtees      | 32     | Remo Venturi      | 22     | Bob Brown         | 17     |
| 1960   | John Surtees      | 32     | Remo Venturi      | 26     | John Hartle       | 16     |
| 1961   | Gary Hocking      | 48     | Mike Hailwood     | 40     | Frank Perris      | 16     |
| 1962   | Mike Hailwood     | 40     | Alan Shepherd     | 29     | Phil Read         | 11     |
| 1963   | Mike Hailwood     | 40     | Alan Shepherd     | 21     | John Hartle       | 20     |
| 1964   | Mike Hailwood     | 40     | Jack Ahearn       | 25     | Phil Read         | 25     |
| 1965   | Mike Hailwood     | 48     | Giacomo Agostini  | 38     | Paddy Driver      | 26     |
| 1966   | Giacomo Agostini  | 36     | Mike Hailwood     | 30     | Jack Findlay      | 20     |
| 1967   | Giacomo Agostini  | 46     | Mike Hailwood     | 46     | John Hartle       | 22     |
| 1968   | Giacomo Agostini  | 48     | Jack Findlay      | 34     | Gyula Marsovszky  | 10     |
| 1969   | Giacomo Agostini  | 105    | Gyula Marsovszky  | 47     | Godfrey Nash      | 45     |
| 1970   | Giacomo Agostini  | 90     | Ginger Molloy     | 62     | Angelo Bergamonti | 59     |
| 1971   | Giacomo Agostini  | 90     | Keith Turner      | 58     | Rob Bron          | 57     |
| 1972   | Giacomo Agostini  | 105    | Alberto Pagani    | 87     | Bruno Kneubühler  | 54     |
| 1973   | Phil Read         | 84     | Kim Newcombe      | 63     | Giacomo Agostini  | 57     |
| 1974   | Phil Read         | 82     | Gianfranco Bonera | 69     | Teuvo Länsivuori  | 67     |
| 1975   | Giacomo Agostini  | 84     | Phil Read         | 76     | Hideo Kanaya      | 45     |
| 1976   | Barry Sheene      | 72     | Teuvo Länsivuori  | 48     | Pat Hennen        | 46     |
| 1977   | Barry Sheene      | 107    | Steve Baker       | 80     | Pat Hennen        | 67     |
| 1978   | Kenny Roberts     | 110    | Barry Sheene      | 100    | Johnny Cecotto    | 66     |
| 1979   | Kenny Roberts     | 113    | Virginio Ferrari  | 89     | Barry Sheene      | 87     |
| 1980   | Kenny Roberts     | 87     | Randy Mamola      | 72     | Marco Lucchinelli | 59     |
| 1981   | Marco Lucchinelli | 105    | Randy Mamola      | 94     | Kenny Roberts     | 74     |
| 1982   | Franco Uncini     | 103    | Graeme Crosby     | 76     | Freddie Spencer   | 72     |
| 1983   | Freddie Spencer   | 144    | Kenny Roberts     | 142    | Randy Mamola      | 89     |
| 1984   | Eddie Lawson      | 142    | Randy Mamola      | 111    | Raymond Roche     | 99     |
| 1985   | Freddie Spencer   | 141    | Eddie Lawson      | 133    | Christian Sarron  | 80     |
| 1986   | Eddie Lawson      | 139    | Wayne Gardner     | 117    | Randy Mamola      | 105    |
| 1987   | Wayne Gardner     | 178    | Randy Mamola      | 158    | Eddie Lawson      | 157    |
| 1988   | Eddie Lawson      | 252    | Wayne Gardner     | 229    | Wayne Rainey      | 189    |
| 1989   | Eddie Lawson      | 228    | Wayne Rainey      | 210.5  | Christian Sarron  | 165.5  |
| 1990   | Wayne Rainey      | 255    | Kevin Schwantz    | 188    | Mick Doohan       | 179    |
| 1991   | Wayne Rainey      | 233    | Mick Doohan       | 224    | Kevin Schwantz    | 204    |
| 1992   | Wayne Rainey      | 140    | Mick Doohan       | 136    | John Kocinski     | 102    |
| 1993   | Kevin Schwantz    | 248    | Wayne Rainey      | 214    | Daryl Beattie     | 176    |
| 1994   | Mick Doohan       | 317    | Luca Cadalora     | 174    | John Kocinski     | 172    |
| 1995   | Mick Doohan       | 248    | Daryl Beattie     | 215    | Luca Cadalora     | 176    |
| 1996   | Mick Doohan       | 309    | Alex Crivillé     | 245    | Luca Cadalora     | 168    |
| 1997   | Mick Doohan       | 340    | Tadayuki Okada    | 197    | Nobuatsu Aoki     | 179    |
| 1998   | Mick Doohan       | 260    | Max Biaggi        | 208    | Alex Crivillé     | 198    |
| 1999   | Alex Crivillé     | 267    | Kenny Roberts Jr  | 220    | Tadayuki Okada    | 211    |
| 2000   | Kenny Roberts Jr  | 258    | Valentino Rossi   | 209    | Max Biaggi        | 170    |
| 2001   | Valentino Rossi   | 325    | Max Biaggi        | 219    | Loris Capirossi   | 210    |
| MotoGP |                   |        |                   |        |                   |        |
| 2002   | Valentino Rossi   | 355    | Max Biaggi        | 215    | Toru Ukawa        | 209    |
| 2003   | Valentino Rossi   | 357    | Sete Gibernau     | 277    | Max Biaggi        | 228    |
| 2004   | Valentino Rossi   | 304    | Sete Gibernau     | 257    | Max Biaggi        | 217    |
| 2005   | Valentino Rossi   | 367    | Marco Melandri    | 220    | Nicky Hayden      | 206    |
| 2006   | Nicky Hayden      | 252    | Valentino Rossi   | 247    | Loris Capirossi   | 229    |
| 2007   | Casey Stoner      | 367    | Dani Pedrosa      | 242    | Valentino Rossi   | 241    |
| 2008   | Valentino Rossi   | 373    | Casey Stoner      | 280    | Dani Pedrosa      | 249    |
| 2009   | Valentino Rossi   | 306    | Jorge Lorenzo     | 261    | Dani Pedrosa      | 234    |
| 2010   | Jorge Lorenzo     | 383    | Dani Pedrosa      | 245    | Valentino Rossi   | 233    |
| 2011   | Casey Stoner      | 350    | Jorge Lorenzo     | 260    | Andrea Dovizioso  | 228    |
| 2012   | Jorge Lorenzo     | 350    | Dani Pedrosa      | 332    | Casey Stoner      | 258    |
| 2013   | Marc Márquez      | 334    | Jorge Lorenzo     | 327    | Dani Pedrosa      | 300    |
| 2014   | Marc Márquez      | 362    | Valentino Rossi   | 295    | Jorge Lorenzo     | 263    |
| 2015   | Jorge Lorenzo     | 330    | Valentino Rossi   | 325    | Marc Márquez      | 242    |
| 2016   | Marc Márquez      | 298    | Valentino Rossi   | 249    | Jorge Lorenzo     | 233    |
| 2017   | Marc Márquez      | 298    | Andrea Dovizioso  | 261    | Maverick Viñales  | 230    |
| 2018   | Marc Márquez      | 321    | Andrea Dovizioso  | 245    | Valentino Rossi   | 198    |
| 2019   | Marc Márquez      | 420    | Andrea Dovizioso  | 269    | Maverick Viñales  | 211    |
| 2020   | Joan Mir          | 171    | Franco Morbidelli | 158    | Alex Rins         | 139    |
| 2021   | Fabio Quartararo  | 278    | Francesco Bagnaia | 252    | Joan Mir          | 208    |
| 2022   | Francesco Bagnaia | 265    | Fabio Quartararo  | 248    | Enea Bastianini   | 219    |
| 2023   | Francesco Bagnaia | 467    | Jorge Martín      | 428    | Marco Bezzecchi   | 332    |
| 2024   | Jorge Martín      | 508    | Francesco Bagnaia | 498    | Marc Márquez      | 392    |

### Campeonatos por piloto
| Piloto            |   |   |   |
| ----------------- | - | - | - |
| Giacomo Agostini  | 8 | 1 | 1 |
| Valentino Rossi   | 7 | 5 | 3 |
| Marc Márquez      | 6 | 0 | 2 |
| Mick Doohan       | 5 | 2 | 1 |
| Mike Hailwood     | 4 | 3 | 0 |
| Geoff Duke        | 4 | 1 | 1 |
| Eddie Lawson      | 4 | 1 | 1 |
| John Surtees      | 4 | 0 | 1 |
| Jorge Lorenzo     | 3 | 3 | 2 |
| Wayne Rainey      | 3 | 2 | 1 |
| Kenny Roberts     | 3 | 1 | 1 |
| Francesco Bagnaia | 2 | 2 | 0 |
| Phil Read         | 2 | 1 | 2 |
| Casey Stoner      | 2 | 1 | 1 |
| Barry Sheene      | 2 | 1 | 1 |
| Umberto Masetti   | 2 | 0 | 2 |
| Freddie Spencer   | 2 | 0 | 1 |

### Campeonatos por país
| País            |    |    |    |
| --------------- | -- | -- | -- |
| Italia          | 22 | 23 | 20 |
| Reino Unido     | 17 | 11 | 12 |
| Estados Unidos  | 15 | 10 | 12 |
| España          | 12 | 10 | 12 |
| Australia       | 8  | 12 | 6  |
| Francia         | 1  | 1  | 3  |
| Rodesia del Sur | 1  | 0  | 0  |

### Mundial de equipos
| Año    | Primero               | Puntos | Segundo                          | Puntos | Tercero                     | Puntos |
| MotoGP | MotoGP                | MotoGP | MotoGP                           | MotoGP | MotoGP                      | MotoGP |
| ------ | --------------------- | ------ | -------------------------------- | ------ | --------------------------- | ------ |
| 2002   | Repsol Honda Team     | 564    | Marlboro Yamaha Team             | 356    | West Honda Pons             | 319    |
| 2003   | Repsol Honda Team     | 487    | Camel Pramac Pons                | 351    | Ducati Marlboro Team        | 305    |
| 2004   | Gauloises Yamaha Team | 421    | Telefónica Movistar Honda MotoGP | 414    | Camel Honda                 | 367    |
| 2005   | Gauloises Yamaha Team | 546    | Repsol Honda Team                | 379    | Movistar Honda MotoGP       | 370    |
| 2006   | Repsol Honda Team     | 467    | Camel Yamaha Team                | 371    | Ducati Marlboro Team        | 356    |
| 2007   | Ducati Marlboro Team  | 533    | Repsol Honda Team                | 369    | Fiat Yamaha Team            | 365    |
| 2008   | Fiat Yamaha Team      | 563    | Repsol Honda Team                | 404    | Ducati Marlboro Team        | 331    |
| 2009   | Fiat Yamaha Team      | 567    | Repsol Honda Team                | 394    | Ducati Marlboro Team        | 341    |
| 2010   | Fiat Yamaha Team      | 617    | Repsol Honda Team                | 451    | Ducati Marlboro Team        | 388    |
| 2011   | Repsol Honda Team     | 682    | Yamaha Factory Racing            | 446    | Ducati Team                 | 271    |
| 2012   | Yamaha Factory Racing | 603    | Repsol Honda Team                | 458    | Monster Yamaha Tech 3       | 369    |
| 2013   | Repsol Honda Team     | 634    | Yamaha Factory Racing            | 567    | Monster Yamaha Tech 3       | 304    |
| 2014   | Repsol Honda Team     | 608    | Yamaha Factory Racing            | 558    | Ducati Team                 | 261    |
| 2015   | Yamaha Factory Racing | 655    | Repsol Honda Team                | 453    | Ducati Team                 | 350    |
| 2016   | Yamaha Factory Racing | 482    | Repsol Honda Team                | 454    | Ducati Team                 | 296    |
| 2017   | Repsol Honda Team     | 508    | Yamaha Factory Racing            | 438    | Ducati Team                 | 398    |
| 2018   | Repsol Honda Team     | 438    | Ducati Team                      | 392    | Yamaha Factory Racing       | 391    |
| 2019   | Repsol Honda Team     | 458    | Ducati Team                      | 445    | Yamaha Factory Racing       | 385    |
| 2020   | Team SUZUKI ECSTAR    | 310    | Petronas Yamaha SRT              | 248    | Red Bull KTM Factory Racing | 222    |
| 2021   | Ducati Lenovo Team    | 433    | Monster Energy Yamaha MotoGP     | 380    | Team SUZUKI ECSTAR          | 307    |
| 2022   | Ducati Lenovo Team    | 454    | Red Bull KTM Factory Racing      | 337    | Aprilia Racing              | 334    |
| 2023   | Prima Pramac Racing   | 659    | Ducati Lenovo Team               | 565    | Mooney VR46 Racing Team     | 521    |
| 2024   | Ducati Lenovo Team    | 884    | Prima Pramac Racing              | 681    | Gresini Racing MotoGP       | 565    |

### CRT/OPEN/Pilotos Independientes
| Año                    | Primero           | Puntos | Segundo         | Puntos | Tercero          | Puntos |
| CRT                    | CRT               | CRT    | CRT             | CRT    | CRT              | CRT    |
| ---------------------- | ----------------- | ------ | --------------- | ------ | ---------------- | ------ |
| 2012                   | Aleix Espargaró   | 74     | Randy De Puniet | 62     | Michele Pirro    | 43     |
| 2013                   | Aleix Espargaró   | 93     | Colin Edwards   | 41     | Randy de Puniet  | 36     |
| OPEN                   |                   |        |                 |        |                  |        |
| 2014                   | Aleix Espargaró   | 126    | Scott Redding   | 81     | Hiroshi Aoyama   | 68     |
| 2015                   | Héctor Barberá    | 33     | Loris Baz       | 28     | Jack Miller      | 17     |
| Pilotos Independientes |                   |        |                 |        |                  |        |
| 2016                   | Cal Crutchlow     | 141    | Pol Espargaró   | 134    | Héctor Barberá   | 102    |
| 2017                   | Johann Zarco      | 174    | Danilo Petrucci | 124    | Cal Crutchlow    | 112    |
| 2018                   | Johann Zarco      | 158    | Cal Crutchlow   | 148    | Danilo Petrucci  | 144    |
| 2019                   | Fabio Quartararo  | 192    | Jack Miller     | 165    | Cal Crutchlow    | 133    |
| 2020                   | Franco Morbidelli | 158    | Jack Miller     | 132    | Fabio Quartararo | 127    |
| 2021                   | Johann Zarco      | 173    | Aleix Espargaró | 120    | Jorge Martín     | 111    |
| 2022                   | Enea Bastianini   | 219    | Johann Zarco    | 166    | Jorge Martín     | 152    |
| 2023                   | Jorge Martín      | 428    | Marco Bezzecchi | 332    | Johann Zarco     | 231    |
| 2024                   | Jorge Martín      | 508    | Marc Márquez    | 392    | Pedro Acosta     | 215    |

## Récords
El top-10 de los récords más notables conseguidos por pilotos de MotoGP.
Actualizado tras el Gran Premio de Austria de 2025.
| Piloto           | Campeonatos |
| ---------------- | ----------- |
| Giacomo Agostini | 8           |
| Valentino Rossi  | 7           |
| Marc Márquez     | 6           |
| Mick Doohan      | 5           |
| Geoff Duke       | 4           |
| John Surtees     | 4           |
| Mike Hailwood    | 4           |
| Eddie Lawson     | 4           |
| Kenny Roberts    | 3           |
| Wayne Rainey     | 3           |
| Jorge Lorenzo    | 3           |

| Piloto            | Victorias |
| ----------------- | --------- |
| Valentino Rossi   | 89        |
| Marc Márquez      | 71        |
| Giacomo Agostini  | 68        |
| Mick Doohan       | 54        |
| Jorge Lorenzo     | 47        |
| Casey Stoner      | 38        |
| Mike Hailwood     | 37        |
| Eddie Lawson      | 31        |
| Dani Pedrosa      | 31        |
| Francesco Bagnaia | 30        |

| Piloto           | Podios |
| ---------------- | ------ |
| Valentino Rossi  | 199    |
| Marc Márquez     | 122    |
| Jorge Lorenzo    | 114    |
| Dani Pedrosa     | 112    |
| Mick Doohan      | 95     |
| Giacomo Agostini | 88     |
| Eddie Lawson     | 78     |
| Casey Stoner     | 69     |
| Wayne Rainey     | 64     |
| Andrea Dovizioso | 60     |

| Piloto            | Poles |
| ----------------- | ----- |
| Marc Márquez      | 73    |
| Mick Doohan       | 58    |
| Valentino Rossi   | 55    |
| Jorge Lorenzo     | 43    |
| Casey Stoner      | 39    |
| Dani Pedrosa      | 31    |
| Kevin Schwantz    | 29    |
| Freddie Spencer   | 27    |
| Francesco Bagnaia | 25    |
| Max Biaggi        | 23    |

| Piloto           | Vueltas rápidas |
| ---------------- | --------------- |
| Valentino Rossi  | 76              |
| Marc Márquez     | 70              |
| Giacomo Agostini | 69              |
| Mick Doohan      | 46              |
| Dani Pedrosa     | 44              |
| Mike Hailwood    | 37              |
| Jorge Lorenzo    | 30              |
| Casey Stoner     | 29              |
| Kevin Schwantz   | 26              |
| Kenny Roberts    | 24              |

| Piloto            | Sprints |
| ----------------- | ------- |
| Jorge Martín      | 16      |
| Marc Márquez      | 13      |
| Francesco Bagnaia | 11      |
| Álex Márquez      | 3       |
| Brad Binder       | 2       |
| Maverick Viñales  | 2       |
| Aleix Espargaró   | 2       |
| Enea Bastianini   | 2       |
| Marco Bezzecchi   | 1       |
| Fuente:           |         |

## Salón de la Fama
El Salón de la Fama de MotoGP (también denominado MotoGP Legends) es el salón de la fama del Campeonato del Mundo de Motociclismo.
Desde su apertura en 2000, 33 pilotos han sido aceptados. Incluyendo a los corredores más exitosos de los campeonatos mundiales de motociclismo desde 1949, como Giacomo Agostini, Ángel Nieto, Mike Hailwood o Carlo Ubbiali, así como a pilotos jóvenes que fallecieron en accidentes fatales como Jarno Saarinen o Daijirō Katō. El primer piloto introducido en el Salón de la Fama de MotoGP fue el australiano Mick Doohan, que fue honrado en Mugello en mayo de 2000. El último piloto en ser introducido hasta ahora, fue el neozelandés Hugh Anderson en la previa del GP de Australia en 2022.
| Piloto                 | Nacionalidad   | Fecha de nacimiento | Campeonatos | Victorias | Fecha de introducción |
| ---------------------- | -------------- | ------------------- | ----------- | --------- | --------------------- |
| Giacomo Agostini       | Italiano       | 16.06.1942          | 15          | 122       | 2000                  |
| Àlex Crivillé          | Español        | 04.03.1970          | 2           | 20        | 2016                  |
| Mick Doohan            | Australia      | 04.06.1965          | 5           | 54        | 2000                  |
| Geoff Duke (†)         | Británico      | 29.03.1923          | 6           | 33        | 2002                  |
| Wayne Gardner          | Australia      | 11.10.1959          | 1           | 18        | 2002                  |
| Mike Hailwood (†)      | Británico      | 02.04.1940          | 9           | 76        | 2000                  |
| Nicky Hayden (†)       | Estadounidense | 30.07.1981          | 1           | 3         | 2015                  |
| Daijirō Katō (†)       | Japonés        | 04.07.1976          | 1           | 18        | 2003                  |
| Eddie Lawson           | Estadounidense | 11.03.1958          | 4           | 31        | 2005                  |
| Marco Lucchinelli      | Italiano       | 26.06.1954          | 1           | 6         | 2017                  |
| Toni Mang              | Alemán         | 29.09.1949          | 5           | 42        | 2001                  |
| Jorge Martínez «Aspar» | Español        | 29.08.1962          | 4           | 37        | 2019                  |
| Ángel Nieto (†)        | Español        | 25.01.1947          | 13          | 90        | 2000                  |
| Wayne Rainey           | Estadounidense | 23.10.1960          | 3           | 24        | 2000                  |
| Phil Read (†)          | Británico      | 01.01.1939          | 7           | 52        | 2002                  |
| Jim Redman             | Rodesiano      | 08.11.1931          | 6           | 45        | 2007                  |
| Kenny Roberts jr.      | Estadounidense | 25.07.1973          | 1           | 8         | 2017                  |
| Kenny Roberts sr.      | Estadounidense | 31.12.1951          | 3           | 24        | 2000                  |
| Jarno Saarinen (†)     | Finlandés      | 11.12.1945          | 1           | 15        | 2009                  |
| Kevin Schwantz         | Estadounidense | 19.06.1964          | 1           | 25        | 2000                  |
| Barry Sheene (†)       | Británico      | 11.09.1950          | 2           | 23        | 2001                  |
| Marco Simoncelli (†)   | Italiano       | 20.01.1987          | 1           | 14        | 2014                  |
| Freddie Spencer        | Estadounidense | 20.12.1961          | 3           | 27        | 2001                  |
| Casey Stoner           | Australia      | 16.10.1985          | 2           | 45        | 2013                  |
| John Surtees (†)       | Británico      | 11.02.1934          | 7           | 38        | 2003                  |
| Carlo Ubbiali (†)      | Italiano       | 02.09.1929          | 9           | 39        | 2001                  |
| Franco Uncini          | Italiano       | 09.03.1955          | 1           | 7         | 2016                  |
| Randy Mamola           | Estadounidense | 10.11.1959          | 0           | 13        | 2018                  |
| Kork Ballington        | Sudafricano    | 10.04.1951          | 4           | 31        | 2018                  |
| Dani Pedrosa           | Español        | 29.09.1985          | 3           | 53        | 2018                  |
| Stefan Dörflinger      | Suizo          | 23.12.1948          | 4           | 18        | 2019                  |
| Valentino Rossi        | Italiano       | 16.02.1979          | 9           | 115       | 2021                  |
| Jorge Lorenzo          | Español        | 04.05.1987          | 5           | 68        | 2022                  |
| Max Biaggi             | Italiano       | 26.06.1971          | 4           | 42        | 2022                  |
| Hugh Anderson          | Neozelandés    | 18.01.1936          | 4           | 25        | 2022                  |
| Luigi Taveri (†)       | Suizo          | 19.9.1929           | 3           | 30        | 2022                  |
| Andrea Dovizioso       | Italiano       | 23.3.1986           | 1           | 24        | 2023                  |
| Hans-Georg Anscheidt   | Alemán         | 23.12.1935          | 3           | 14        | 2023                  |

## Transmisión internacional
En todo el mundo se pueden ver las sesiones completas en directo a través del MotoGP Videopass.
- Latinoamérica (excepto Brasil): ESPN Latam (Transmisión de todas las carreras en vivo a través de las señales de ESPN en Latinoamérica, además de resúmenes en MotoGP Highlights y las ediciones de SportsCenter)
- Argentina: ESPN
- Ecuador: CNT Sports
- España: DAZN (Calendario completo, emisión de varias carreras por La Sexta)
- Paraguay: Tigo Sports (Solo se emite el resumen de cada clasificación y carrera tanto en Código Motor como en Tigo Sports Noticias)
- Uruguay: VTV (Resúmenes de cada clasificación y carrera tanto en Motores en Punta como en el bloque deportivo de las ediciones de VTV Noticias)
- México: ESPN
- Venezuela: La Tele Tuya